# El camino de la vida
El camino de la vida es una película mexicana dramática del director mexicano Alfonso Corona Blake estrenada en 1956. Obtuvo el Premio Ariel a Mejor Película en 1957.

## Sinopsis
La historia se centra en tres jóvenes que son arrestados por la policía y esperan sentencia en la Ciudad de México de los años 1950. El licenciado José Gutiérrez (Enrique Lucero), abogado defensor, toma partido por los chicos y decide tomarlos bajo su tutela para rehabilitarlos, pues de acuerdo a él no parecen ser "criminales de nacimiento" (si es que tal cosa existe), pues todos parecen haber llegado a cometer sus crímenes en defensa propia o con el afán de buscar sustento para su familia.

## Artículos complementarios
- Anexo:Premio Ariel a la mejor película

## Sitios exteriores
- El camino de la vida en Internet Movie Database (en inglés).
- camino de la vida en YouTube.

- Datos: Q7761105